# Aiyanna Stiverne
Aiyanna Stiverne, född 20 februari 1995, är en friidrottare från Kanada. Hon deltog vid olympiska sommarspelen 2024.